# Sami Jauhojärvi
Sami Olavi Jauhojärvi (Ylitornio, 5 maggio 1981) è un ex fondista finlandese, campione olimpico nella sprint a squadre a Soči 2014.

## Biografia
Jauhojärvi ha debuttato in campo internazionale ai Mondiali juniores del 2000, a Štrbské Pleso; nell'edizione dell'anno successivo, a Karpacz/Szklarska Poręba, vinse la 30 km a tecnica libera e ottiene il 3º posto nella 10 km a tecnica classica.
In Coppa del Mondo ha esordito il 14 marzo 2001 nella 10 km a tecnica libera di Borlänge (57°), ha ottenuto il primo podio il 1º dicembre 2002 nella staffetta mista di Kuusamo (2°) e la prima vittoria il 14 marzo 2009 nella 50 km a tecnica classica di Trondheim.
In carriera ha partecipato a tre edizioni dei Giochi olimpici invernali, Torino 2006 (9° nella 15 km, 61° nella sprint, 20° nell'inseguimento, 10° nella staffetta), Vancouver 2010 (20° nella 50 km, 12° nella sprint, non conclude l'inseguimento, 5° nella staffetta e Soči 2014 (17° nella 15 km, 32º nello skiathlon, 1° nella sprint a squadre, 6° nella staffetta), e a otto dei Campionati mondiali, vincendo due bronzi a Liberec 2009 (nella staffetta 4x10 km, in squadra con Matti Heikkinen, Teemu Kattilakoski e Ville Nousiainen, e nella sprint a squadre, con Ville Nousiainen) e un bronzo a Lahti 2017 (nella sprint a squadre, con Iivo Niskanen).

## Palmarès

### Olimpiadi
- 1 medaglia:
  - 1 oro (sprint a squadre a Soči 2014

### Mondiali
- 3 medaglie:
  - 3 bronzi (sprint a squadre, staffetta a Liberec 2009; sprint a squadre a Lahti 2017)

### Mondiali juniores
- 2 medaglie:
  - 1 oro (30 km a Karpacz/Szklarska Poręba 2001)
  - 1 bronzo (10 km a Karpacz/Szklarska Poręba 2001)

### Coppa del Mondo
- Miglior piazzamento in classifica generale: 4º nel 2009
- 8 podi (6 individuali, 2 a squadre)
  - 1 vittoria (individuale)
  - 2 secondi posti (a squadre)
  - 4 terzi posti (individuali)

#### Coppa del Mondo - vittorie
| Data          | Località  | Nazione  | Disciplina  |
| ------------- | --------- | -------- | ----------- |
| 1º marzo 2009 | Trondheim | Norvegia | 50 km TC MS |

Legenda:

MS = partenza in linea

TC = tecnica classica

TL = tecnica libera

#### Coppa del Mondo - competizioni intermedie
- 3 podi di tappa:
  - 1 secondo posto
  - 2 terzi posti